# Крамер Юхим Наумович
Юхим Наумович Крамер (справжнє ім'я — Хаїм Нехемович, 1920—2002) — український астроном, професор Одеського університету, співробітник Одеської обсерваторії. Фахівець з фізики метеорів.

## Біографія
1949 року закінчив Одеський університет.
Працював в Одеському університеті в 1950—1994 роках. В 1956—1966 роках був завідувачем відділу астрофізики, в 1966—1992 роках — завідувачем відділу дослідження метеорів і комет Астрономічної обсерваторії Одеського університету. Одночасно від 1966 року був доцентом, а від 1975 — професором кафедри астрономії. Під час Міжнародного геофізичного року (1957—1959) керував метеорними дослідженнями в СРСР.
1994 року емігрував до США. Помер в Портленді, штат Орегон, 12 лютого 2002 року.